# Marque de garantie
 (août 2021).
Une marque de garantie, anciennement marque collective de certification est un cas particulier de marque agréée qui a pour fonction d’identifier l’origine de produits ou de services pour lesquels certaines caractéristiques sont garanties telles que les matériaux utilisés, le mode de fabrication, le mode de commercialisation ou la qualité.

## Histoire
L’application de ce dispositif juridique est rendue possible depuis une ordonnance de 2019 grâce à la rédaction par le titulaire de la marque d’un « règlement d'usage » qui, pour le cas de la France, est publié au BOPI de l’INPI et est régie en suisse par l'IPI.
Le titulaire de ce type de marque ne peut pas être directement l’exploitant des produits et services couverts par la classification de Nice.
En pratique, seuls des associations, des organismes de certification ou des personnes de droit public déposent ce type de marques afin d’attester, par un signe distinctif, que les produits ou les services visés sont conformes aux caractéristiques décrites dans ledit règlement d’usage.  « AB » (label Agriculture Biologique) ou « HVE » (Haute Valeur Environnementale) sont des exemples de marques de garantie.
Cette catégorie de marque est apparue en 2019, des suites d'une réforme rendue possible par la loi PACTE qui est entrée dans le Code de la Propriété Intellectuelle.
La marque de garantie est définie par l’article L.715-1 du Code de Propriété Intellectuelle comme étant « une marque ainsi désignée lors de son dépôt et propre à distinguer les produits ou les services pour lesquels la matière, le mode de fabrication ou de prestation, la qualité, la précision ou d'autres caractéristiques sont garantis ».
Spécificité, contrairement aux marques de commerce, une marque de garantie reste en vigueur encore 10 ans après la fin de sa période possible de renouvellement même si son titulaire n'a pas procédé à celui-ci.

## Règlement d'usage
Un formalisme encadré par une règlementation est nécessaire pour obtenir le titre de « garantie » d'une marque[pas clair], en particulier l'existence d'un acte dénommé « Règlement d'usage » lui-même pouvant être complété par une politique de marque, un cahier des charges et une charte graphique.
Si les offices de propriété intellectuelle reçoivent un certain nombre de demandes chaque année, finalement relativement peu de marques de garantie reçoivent cette certification et beaucoup de demandes sont refusées (en 2023 l'INPI a refusé 1 641 demandes d'enregistrement).

## Titulaires
Une marque de garantie ne peut pas directement être la propriété d'une entreprise commerciale qui exploite des produits et services sous cette marque. Le propriétaire de la marque n'exerce donc pas une activité ayant trait à la fourniture de produits ou de services du même type que ceux qui sont garantis par la marque.
Ainsi sont titulaires de marque de garantie l'État français, des régions, des fédérations, des syndicats des établissements publics à caractère industriel et commercial et des associations à but non lucratif

## Marques de garantie en France
L’INPI accrédite peu de marques sous ce statut spécial. En 2021 on peut trouver au BOPI de l’INPI les premières marques de garantie enregistrées  :
| Marques de Garantie : | Types d'organisme certificateur : | Mission de la certification :                                          | Règlements d'Usage : | Bulletins officiels de la PI : |
| Cap'Handéo            | Association loi 1901              | Autoriser des services et des établissements sociaux et médico-sociaux | N°204687580          | BOPI 2020-43 du 23/10/2020     |
| Wimbi                 | Association loi 1901              | Contrôler la mise en application d'une charte environnementale         | N°214719712          | BOPI 2021-32 du 13/08/2021     |
| Qualiopi              | Ministère du Travail              | Accréditer des prestataires concourant au développement de compétences | N°204704889          | BOPI 20/51 du 18/12/2020       |

Fin 2023, seule 73 marques de garantie existent au niveau national.  

## Marques de garantie à l'étranger
Toutes les pays n'ont pas d'équivalent avec le principe français de la marque de garantie mis en application depuis 2020.
Les pays suivants proposent des équivalents qui ont leurs propres dispositions réglementaires :
- La Suisse[27].